# Wróbel żółtogardły
Wróbel żółtogardły (Gymnoris xanthocollis) – gatunek małego ptaka z rodziny wróbli (Passeridae). Występuje od południowo-wschodniej Turcji po Indie i południowy Nepal. Częściowo wędrowny. Nie jest zagrożony wyginięciem.

## Taksonomia
Po raz pierwszy gatunek opisał Edward Burton. Wzmianka o tym ptaku ukazała się w A catalogue of the Collection of Mammalia and Birds in the Museum of the Army Medical Department, at Fort Pitt, Chatham w 1838. Zawierała jedynie nadaną przez Burtona nazwę Fringilla xanthocollis oraz miejsce odłowienia holotypu – północne Indie. Według autora nie był on pierwszy wspominając o tym gatunku i miał o nim wspomnieć już James Franklin w 1830 lub 1831. Nadał mu nazwę Fringilla flavicollis. Była ona już wcześniej użyta przez Gmelina w 1789, jednak odnosiła się do innego gatunku, łuszczyka czarnogardłego (Spiza americana). Nazwa użyta przez Burtona jest więc nomen novum dla nazwy użytej przez Franklina.
Obecnie (2021) wróbel żółtogardły umieszczany jest przez Międzynarodowy Komitet Ornitologiczny w rodzaju Gymnoris; przez innych systematyków bywa włączany do Petronia. G. xanthocollis tworzy nadgatunek z wróblem ubogim (G. pyrgita), niekiedy te dwa ptaki bywają uznawane za konspecyficzne. Wyróżniono dwa podgatunki wróbla żółtogardłego – nominatywny oraz G. x. transfuga. Drugi z nich został opisany przez Harterta w 1904; opis ukazał się w Die Vögel der paläarktischen Fauna systematische.... Holotyp pochodził z Beludżystanu i został odłowiony 2 marca 1901.

## Podgatunki i zasięg występowania
IOC wyróżnia następujące podgatunki:
- G. x. transfuga Hartert, 1904 – południowo-wschodnia Turcja, południowo-wschodni Irak do południowo-zachodniego Afganistanu oraz południowego Pakistanu. Prawdopodobnie zamieszkuje również okolice Eufratu w jego syryjskim biegu[7].
- G. x. xanthocollis (Burton, 1838) – wschodni Afganistan i północny Pakistan na wschód po większość Indii i południowy Nepal[7]

Częściowo wędrowny. Wędrujące ptaki stwierdzono w Kuwejcie, zimą – w Omanie; dwukrotnie zabłąkany osobnik został stwierdzony na Malcie (w listopadzie 1912 i w marcu 1971), raz w Izraelu (maj 1982), we wschodniej Arabii Saudyjskiej, w Bahrajnie i na Sri Lance (październik 1876). Ptaki z Turcji, Iraku, wschodniego Afganistanu i północno-zachodnich Indii migrują na południe, wschód lub południowy wschód, by zimować w Indiach.

## Morfologia
Długość ciała wynosi 12,5–14 cm, masa ciała – 14–20 g. Charakterystycznymi elementami upierzenia są: żółta plama na białym gardle, kasztanowa plama na ramieniu i podwójny pasek skrzydłowy; do tego rozpoznanie dorosłego samca w szacie godowej ułatwia ostro zakończony, czarny dziób. Samce w szacie spoczynkowej, samice oraz osobniki młodociane mają dziób jasnobrązowy.
Ptaki obojga płci są podobne, lecz możliwe do rozróżnienia. Głowa i wierzch ciała po kuper i pokrywy nadogonowe szare, jaśniejsze lub płowoszare w znoszonym upierzeniu. Ogon stosunkowo krótki, ciemnoszary, cienko obrzeżony płowo lub jasnoszaro. Pokrywy skrzydłowe mniejsze intensywnie brązowe lub kasztanowe u samca, brązowe lub szarobrązowe u samicy. Często te barwne pokrywy są zasłonięte przez barkówki. Pokrywy skrzydłowe średnie szarobrązowe u nasady, mają szerokie, białe zakończenia (u samicy płowe). Pokrywy skrzydłowe większe ciemnoszare, na końcu jaśniejsze i zwieńczone płową lub białawą plamką. Skrzydełko i pokrywy pierwszego rzędu ciemnobrązowe (wspomniane pokrywy jaśniejsze u nasady). Lotki ciemnobrązowe lub szarobrązowe; lotki II rzędu wyróżniają się jasnopłowymi lub szaropłowymi krawędziami. Kantarek i pasek oczny ciemnoszare; brew jedynie delikatnie zarysowana. Policzki i pokrywy uszne szare lub w kolorze grzbietu. Broda, gardło i jego boki brudnobiałe. W niższej części gardła znajduje się jaskrawożółta plama, u samicy mniejsza lub w ogóle niewystępująca. Pierś i boki pokrywa jasnoszary nalot. Brzuch, okolice kloaki i pokrywy podogonowe białe lub płowobiałe. Dziób stosunkowo długi i smukły, jak na wróbla. Nogi i stopy szare lub szarobrązowe.
Osobniki podgatunku G. x. transfuga cechuje bardziej piaskowoszare upierzenie niż u ptaków podgatunku nominatywnego; do tego cechuje je jaśniejsza kasztanowa plama na skrzydle i jaśniejsze końcówki pokryw skrzydłowych. Mają również jaśniejszy przód głowy z lepiej widoczną brwią. W terenie te różnice nie są jednak bardzo zauważalne.
Wymiary szczegółowe, w milimetrach:
|    | Długość dzioba | D. skrzydła | D. ogona | D. skoku  |
| -- | -------------- | ----------- | -------- | --------- |
| 3♂ | 14–14,5        | 79,5–85     | 46–52    | 16,5–17,5 |
| 3♀ | 14,5–15        | 78–80       | 43,5–50  | 16,5–18,5 |

## Ekologia i zachowanie

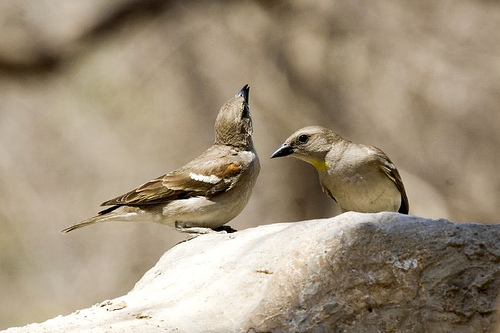
Dwa ptaki sfotografowane w indyjskim stanie Gudźarat

Środowiskiem życia wróbli żółtogardłych są otwarte tereny i niskie wzgórza z drzewami oraz zadrzewione doliny rzeczne. Zamieszkują również obszary upraw z porozrzucanymi drzewami lub żywopłotami, wsie oraz tereny zamieszkałe przez człowieka, jeśli są na nich ogrody. Zasiedla różnorodne lasy i obszary zadrzewione – suche lasy, dżunglę, zakrzewienia, zagajniki, oazy, przebywa również na daktylowcach. Zwykle wróble żółtogardłe przebywają w parach lub małych grupach, poza sezonem lęgowym w stadach do 100 osobników. Niekiedy pojawia się w stadach mieszanych z wróblami zwyczajnymi (Passer domesticus) lub trznadlami czarnogłowymi (Emberiza melanocephala). Odpoczywa zbiorowo w żywopłotach i w gałęziach głogu.
Ptaki tego gatunku żerują na materii roślinnej, głównie ziarnach (również roślin uprawnych), do tego zjadają niewielkie jagody i nektar, o czym świadczy ubrudzone na żółto czoło. W sezonie lęgowym uzupełniają dietę owadami, takimi jak mrówki, ryjkowce i inne chrząszcze oraz gąsienice.

### Lęgi
Na tereny lęgowe wróble żółtogardłe przybywają od marca do maja, odlatują od września (wyjątkowo sierpnia) do listopada. Nie wiadomo, w jakim okresie gniazdują te ptaki w Europie (w Turcji). W Iraku lęgną się od końca kwietnia do końca czerwca, w Afganistanie od kwietnia do czerwca. Według Harterta w Indiach okres lęgowy trwa od marca do lipca.
Gniazdo może mieć formę zarówno poduszeczki z włosia, piór i trawy, jak i niechlujnej masy suchej trawy, wełny i włosia, wyściełanej piórami; takie gniazdo zapełnia otwór, w którym zostało umieszczone. Zwykle znajduje się w osłoniętym miejscu, jak szczelina w drzewie, otwór w ścianie lub budynku albo stare gniazdo innego ptaka. Gniazdo buduje samica. W zniesieniu 3 lub 4 jaja o wymiarach blisko 18 na 14 mm. W ciągu roku ptaki te wyprowadzają dwa lęgi.

## Status i zagrożenia
IUCN uznaje wróbla żółtogardłego za gatunek najmniejszej troski (LC, Least Concern) nieprzerwanie od 1988 roku (stan w 2016). Populacja w Europie w 2015, według BirdLife International, mogła liczyć od 500 do 2000 par. Trend liczebności populacji uznawany jest za stabilny.